# Bryoerythrophyllum columbianum
Bryoerythrophyllum columbianum là một loài Rêu trong họ Pottiaceae. Loài này được (F.J. Herm. & E. Lawton) R.H. Zander mô tả khoa học đầu tiên năm 1978.